# Ibotyporanga
Ibotyporanga là một chi nhện trong họ Pholcidae.

## Các loài
Các loài trong chi này gồm:
- Ibotyporanga diroa Huber & Brescovit, 2003
- Ibotyporanga emekori Huber & Brescovit, 2003
- Ibotyporanga naideae Mello-Leitão, 1944
- Ibotyporanga ramosae Huber & Brescovit, 2003